# Шиннскаттеберг (комуна)
Комуна Шиннскаттеберг (швед. Skinnskattebergs kommun) — адміністративно-територіальна одиниця місцевого самоврядування, що розташована в лені Вестманланд у центральній Швеції.
Шиннскаттеберг 148-а за величиною території комуна Швеції. Адміністративний центр комуни — місто Шиннскаттеберг.

## Населення
Населення становить 4 377 чоловік (станом на вересень 2012 року). 
| Кількість населення комуни Шиннскаттеберг за 1970-2010 роки | Кількість населення комуни Шиннскаттеберг за 1970-2010 роки | Кількість населення комуни Шиннскаттеберг за 1970-2010 роки | Кількість населення комуни Шиннскаттеберг за 1970-2010 роки | Кількість населення комуни Шиннскаттеберг за 1970-2010 роки |
| ----------------------------------------------------------- | ----------------------------------------------------------- | ----------------------------------------------------------- | ----------------------------------------------------------- | ----------------------------------------------------------- |
| Рік                                                         |                                                             |                                                             | Населення                                                   |                                                             |
| 1970                                                        | 1970                                                        |                                                             | 5 480                                                       | 5 480                                                       |
| 1975                                                        | 1975                                                        |                                                             | 5 383                                                       | 5 383                                                       |
| 1980                                                        | 1980                                                        |                                                             | 5 346                                                       | 5 346                                                       |
| 1985                                                        | 1985                                                        |                                                             | 5 271                                                       | 5 271                                                       |
| 1990                                                        | 1990                                                        |                                                             | 5 343                                                       | 5 343                                                       |
| 1995                                                        | 1995                                                        |                                                             | 5 262                                                       | 5 262                                                       |
| 2000                                                        | 2000                                                        |                                                             | 4 855                                                       | 4 855                                                       |
| 2005                                                        | 2005                                                        |                                                             | 4 761                                                       | 4 761                                                       |
| 2010                                                        | 2010                                                        |                                                             | 4 445                                                       | 4 445                                                       |
| Джерело: SCB                                                |                                                             |                                                             |                                                             |                                                             |

## Населені пункти
Комуні підпорядковано 2 міські поселення (tätort) та низка сільських, більші з яких:
- Шиннскаттеберг (Skinnskatteberg)
- Ріддаргиттан (Riddarhyttan)
- Ферна (Färna)
- Кармансбу (Karmansbo)
- Черрбу (Kärrbo)

## Галерея

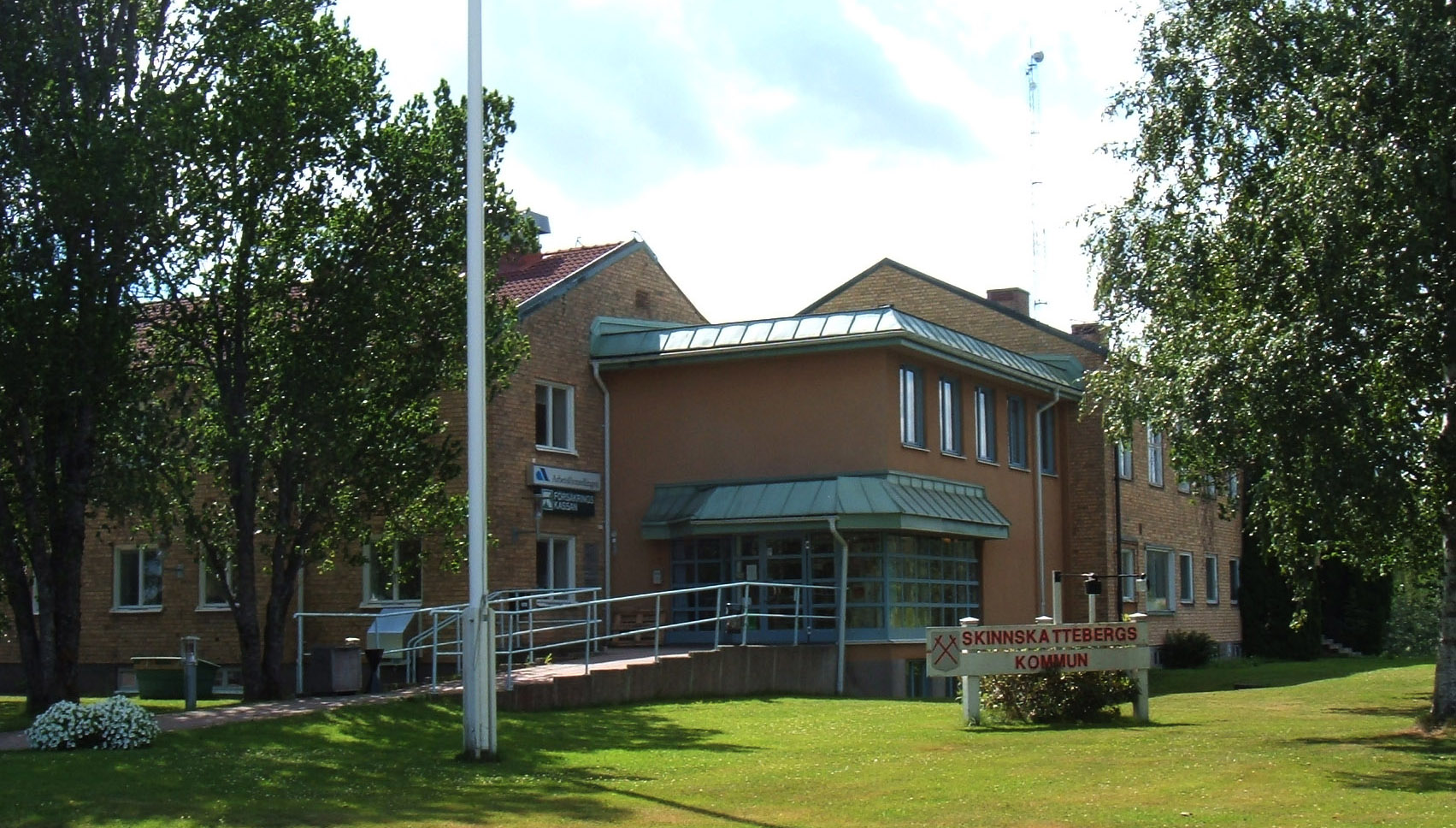
Управа комуни (Шиннскаттеберг)
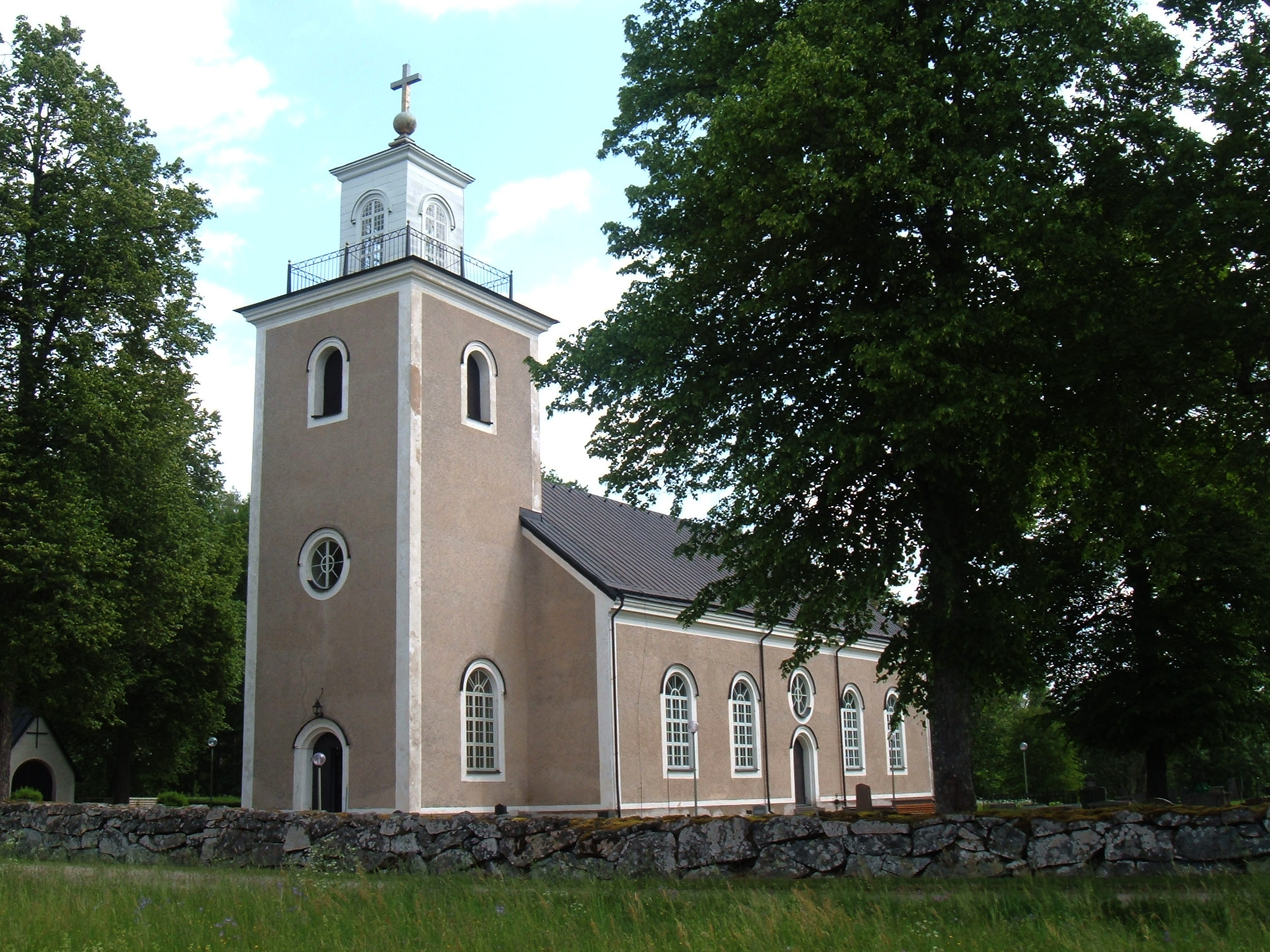
Церква (Гуннільбу)
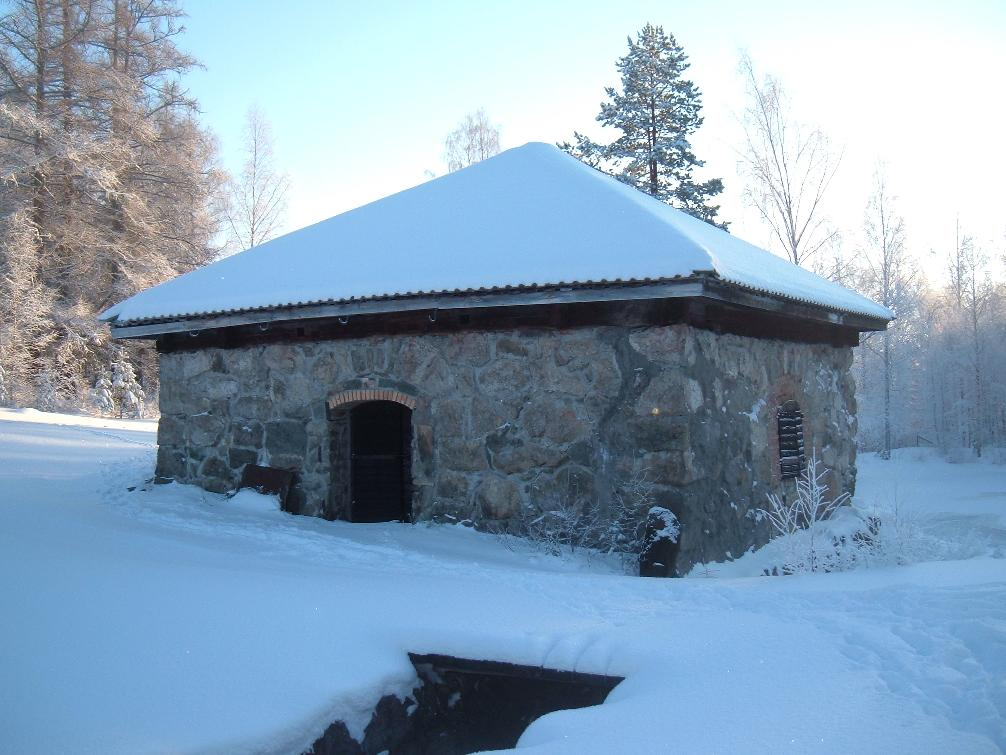
Копальня міді в Ріддаргиттан
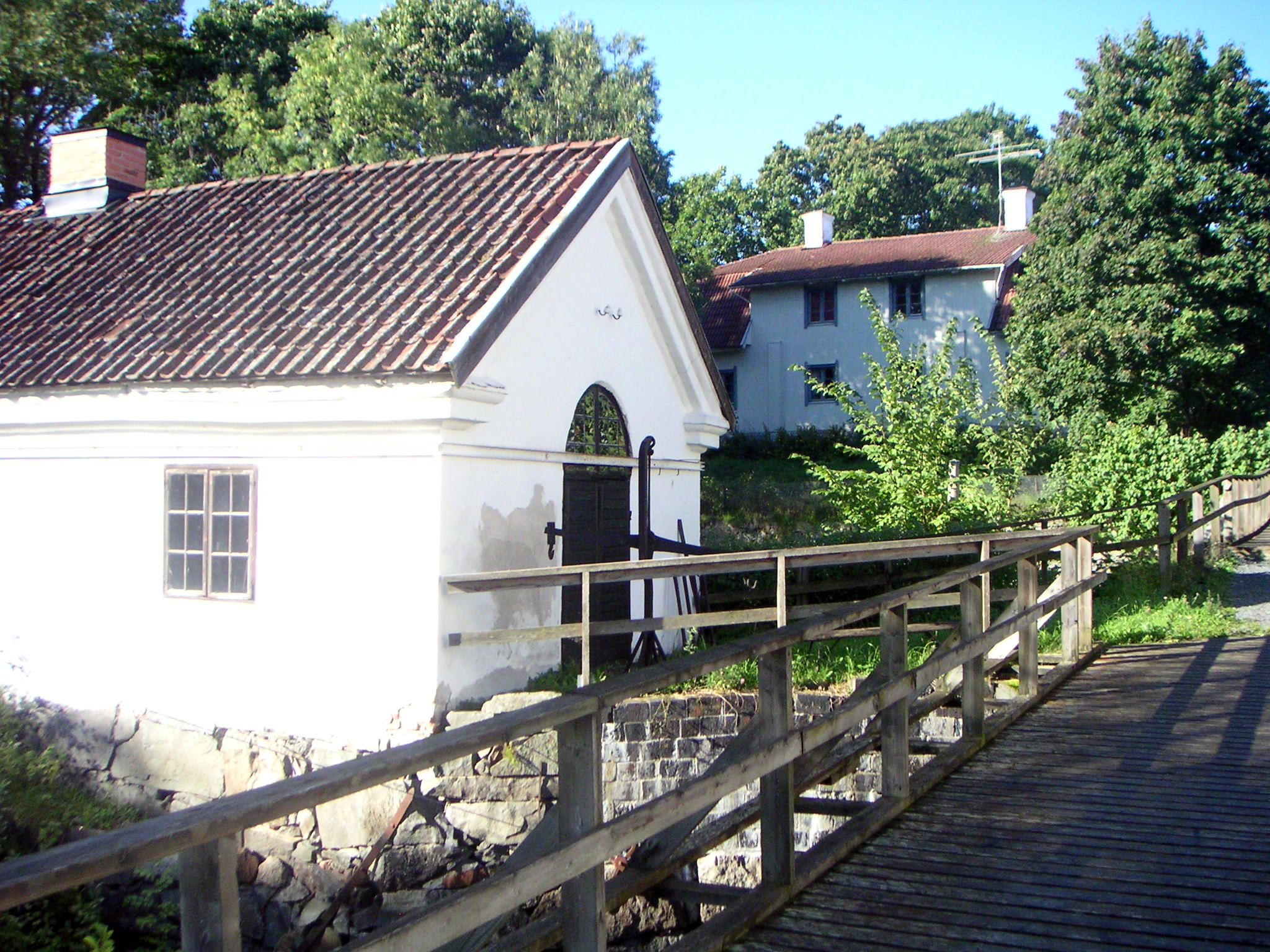
Електростанція в Кармансбу

## Виноски
1. ↑  Folkmangd i riket, lan och kommuner (шв.) . Центральне бюро статистики Швеції. Архів оригіналу за 20 серпня 2013. Процитовано 10 лютого 2013.